# هاملت هوسپیان
هاملت هوسپیان (ارمنی: Համլետ Հովսեփյան؛ زادهٔ ۱۸ ژوئن ۱۹۴۸) یک  سیاستمدار اهل ارمنستان است که از تاریخ ۱۹۹۰ تا تاریخ ۱۹۹۵ سمت نمایندگی دوره اول شورای عالی جمهوری ارمنستان را برعهده داشت.

## زندگی‌نامه
در ۱۸ ژوئن ۱۹۴۸ در ارمنستان به دنیا آمد . 